# Dun (fæstning)
En dun er en fæstning fra oldtiden eller middelalderen. I Storbritannien og Irland er det hovedsageligt en form for bakkefæstning og også en form for atlantisk rundhus.

## Etymologi
Udtrykket kommer fra irsk dún eller skotsk gælisk dùn (som betyder "fæstning") og er kognat med oldwalisisk din (hvorfra det walisiske ord for "by", dinas, kommer).
I visse tilfælde kan stednavne, der indeholder Dun- eller lignende i Nordengland og det sydlige Skotland, stamme fra en brittonsk variant af den walisiske form din. I denne region kan udskiftning af den brittonske form med den gæliske ækvivalent have været udbredt i stednavne.

## Detaljer
I nogle områder blev duns bygget på enhver passende klippeafsats eller høj, især syd for Firth of Clyde og Firth of Forth. Der findes mange duns på vestkysten af Irland, og de optræder i irsk mytologi. For eksempel indeholder fortællingen Táin Bó Flidhais henvisninger til Dún Chiortáin og Dún Chaocháin.
Duns ser ud til at være blevet indført med kelterne omkring 600- f.v.t. Tidlige duns havde næsten lodrette forsvarsværker af sten og træ. Der var to mure, en indre og en ydre. Vitrificerede fæstninger er resterne af duns, der er blevet brændt, og hvor stenene delvist er smeltet. Brugen af duns fortsatte i nogle områder helt ind i middelalderen.
Duns ligner brocher, men er mindre og kunne sandsynligvis ikke understøtte en meget høj struktur. Gode eksempler på denne type dun kan findes i Ydre Hebrider i Skotland, på kunstige øer i små søer

## Toponymi
Ordet dun er, sammen med lignende lydende beslægtede former, et element, der ofte findes i keltisk toponymi, især i Irland og Skotland. Det kan omfatte befæstninger af alle størrelser og typer.

### Irland
- Donegal
- Doneraile
- Down
- Dún Laoghaire
- Dún an Ri (Kingscourt), County Cavan
- Dundalk
- Dundonald
- Dundrum (County Down)
- Dundrum (Dublin)
- Dungannon
- Dungarvan
- Dunluce Castle
- Dunmurry
- Portadown

### Skotland
Mange bosættelser og geografiske navn i Skotland har det gæliske ord dun ("fort") i navnet, såvel som beslægtede ord i brittonske sprog som f.eks. kumbrisk og pikitks.
- Drumpellier, Lanarkshire[1]
- Dumbarton, Dunbartonshire
- Dumfries, Dumfriesshire – muligvis brittonsk din-pres ("tykt fort").[1]
- Dundee, Angus
- Dunearn, Nairnshire
- Dunearn, Fife – muligvis dùn-Èirinn ("Irlands fort").[2]
- Dunfermline, Fife[2]
- Duniface, Fife – muligvis piktisk ækvivalent til walisisk din-y-faes ("markens fort").[2]
- Dunimarle, Fife[2]
- Dunino, Fife[2]
- Dunipace, Stirlingshire - brittonsk ækvivalent til walisisk din-y-bas ("fortet på det lavvandede [sted]").[1]
- Dunlop, Ayrshire[2]
- Dunnottar Castle
- Dunoon, Argyll and Bute
- Duns, Berwickshire
- Duntarvie, West Lothian[1]
- Tantallon, East Lothian[1]
- Edinburgh, - navnet på skotsk gælisk er Dun Eideann.

### England
Nogle stednavne i England er afledt fra brittonske kognater af walisisk din (cf. kornisk dyn, kumbrisk *din), og færre muligvis fra gælisk form.
- Din Guoaroy, Northumberland – gammelt navn for Bamburgh. Ækvivalent til walisisk din-gwarae ("fort of the play").[1]
- Dinckley, Lancashire - equivalent to Welsh din ("fort") + coed ("wood") (+ English, -ley).[1]
- Dinder, Somerset - tidligere Dinre, muligvis fra walisisk dinbre ("bakke med et fort").[3]
- Dinedor, Herefordshire - tidligere Dunre, walisisk dinbre; kan sammenlignes med Dinder ovenfor.[3]
- Dunmallard Hill, Cumberland[1]
- Durham - Dunelm
- Glendinning Rigg, Cumberland[1]
- Londesborough, Yorkshire – Lugudunum, *lọ:co- + duno ("skinnende fort").[1]
- Temon, Cumberland - muligvis ækvivalent til walisiske din ("fort") + maen ("sten").[4]
- Tintagel, Cornwall[1]

Toponymer fra den romersk periode der ender med -dunum kan repræsenter en gammel brittonisk *duno.
- Cambodunum, Yorkshire[1]
- Rigodunum, Lancashire[1]
- Segedunum, Northumberland[1]
- Uxelodunum, Cumberland – walisiskucheldin ("højt fort").[1]

London has been etymologised as Brittonic *lin- + dun- ("sø fort"). Coates has rejected such an etymology as "incompatible with early forms".

### Wales
- Carmarthen, Carmarthenshire – Moridunum ("sea fort").
- Denbigh, Denbighshire – fra dinbych ("lille fort")[6]
- Tintern, Monmouthshire[1]

### Italien
- Belluno (Veneto)
- Duno
- Induno Olona
- Verduno

### Frankrig og Schweitz
The Proto-Celtic form is *Dūno-, yielding Greek δοῦνον. It is ultimately cognate to English town. The Gaulish term survives in many toponyms in France and Switzerland:
- Autun - Augustodūnon fort of Augustus
- Lyon – Lugudūnon "Lugus' fort"
- Nevers – Nouiodūnon "new fort"
- Olten – Ol(l)odūnonm "fort on the Olon river"
- Thun – Dūnon
- Verdun – Uerodūnon "strong fort"
- Yverdon-les-Bains – Eburodūnon "yew fort"

### Tyskland
- Kempten, Bayern – Cambodunum[9]

### Bulgarien og Serbien
- Dunonia
- Singidunum

### Rumænien
- Noviodunum - Gemmelt latinsk navn for byen Isaccea i Dobrogea, Rumænien[10][11]

### Andre steder
- Dunedin, New Zealand – fra Dùn Èideann, det gæliske navn for Edinburgh.[12]
- Dunedin (Florida), USA – se Dunedin, New Zealand.